# Tour du Siam
Le Tour du Siam est une ancienne course cycliste à étapes disputée en Thaïlande entre 2005 et 2007. Elle faisait partie de l'UCI Asia Tour.
La course a été annulée en 2008.

## Palmarès
| Année | Vainqueur          | Second             | Troisième             |
| ----- | ------------------ | ------------------ | --------------------- |
| 2005  | Shinichi Fukushima | David McCann       | Jamsran Ulzii-Orshikh |
| 2006  | Thomas Rabou       | Shinichi Fukushima | Michael Berling       |
| 2007  | Jai Crawford       | Yukihiro Doi       | William Ford          |

### Classement annexes
| Année | Points           | Montagne           | Meilleur Asiatique | Meilleur Jeune | Meilleure Equipe   |
| ----- | ---------------- | ------------------ | ------------------ | -------------- | ------------------ |
| 2005  | Eddy Hollands    | Shinichi Fukushima | Wei Sheng Yang     | Dong Hun Kim   | Marco Polo         |
| 2006  | Dean Iversen     | non attribué       | Robert Wijaya      | Robert Wijaya  | Marco Polo         |
| 2007  | Takashi Miyazawa | Jai Crawford       | Iman Suparman      | Jai Crawford   | Polygon Sweet Nice |